# Архангел
Архангел е ангел от висок ранг. Същества, подобни на архангели са открити в редица религиозни традиции, но думата „архангел“ обикновено се свързва с авраамическите религии.
Думата архангел произлиза от гръцката дума ἀρχάγγελος (arch+ ангел, буквално главен ангел).

## Описание
В системата на ангелската йерархия на Псевдо-Дионисий Ареопагит това е осмият от деветте ангелски рангове. Думата „архангел“ в Библията се появява за пръв път в Трета книга на Ездра (4:36), където така е наречен ангелът Иеремиил. Впоследствие това наименование се възприема и от новозаветните автори (Иуд. 1:9; 1 Сол. 4:16) и християнската литература.
В каноничните книги на Библията като архангел непосредствено е посочен само Михаил, но съгласно второканоничните библейски книги и църковните предания и традиции архангелите са няколко. Според второканоничната Книга на Товит (12:15) седем са светите ангели, които възнасят молитвите на светиите и възлизат пред славата Господна.
Има Седем свети архангели, които според християнското учение стоят пред престола Господен. Това са: Разиил, Цафкиил, Задкиил, Камаил, Михаил, Гавриил, Рафаил.
Известни са от християнските книги и предания още архангелите Иеремиил, Сихаил, Задкиил, Йофиил и други. Всеки от главните ангели има различни служения, особеностите на които са отразени и в техните имена.
Първостепенно място сред тях заема архангел Михаил (на иврит: מיכאל – „Кой е като Бог“). В Библията е наречен „вожд на войнството Господне“ (Иис. Нав 5:14 – 15), тъй като под неговото предводителство небесните сили побеждават дявола. „...И стана война на небето: Михаил и Ангелите му воюваха със змея, а змеят и ангелите му воюваха против тях, но не устояха, и за тях не се намери вече място на небето. И биде свален големият змей, древният змей, наричан дявол и сатана...“ (Откр. 12:7 – 9). В старите времена според Книга на пророк Даниил (12:1) архангел Михаил е „велик княз, който брани синовете“ на израилския народ. В новозаветните времена архистратиг Михаил е главен архангел, предводител на небесните сили и борец против силите на злото и ангелите на тъмнината.
Архангел Гавриил (на иврит: גַּבְרִיאֵל – „сила Божия“) също се посочва в библейските книги (Дан. 8:16, Лука 1:19). Този архангел е известен като вестител на тайните Божии. Той възвестява на свещеника Захария за раждането на Свети Йоан Кръстител (Лука 1:19) и на Дева Мария за зачатието и раждането на Иисус Христос (Лука 1:26 – 38).
Имената на четирима архангели се споменават във второканоничните книги на Свещеното писание. Това са Рафаил (на иврит: רפאל – „изцеление Божие“) (Тов. 3:16), Уриил (на иврит: אוּרִיאֵל – „светлина“ или „огън Божий“) (3 Ездра 4:1), Салатиил (на иврит: שאלתיאל – „молитва към Бога“) (3 Езда 5:16,31) и Иеремиил („височина Божия“) (3 Езда 4:36). Архангел Рафаил е Божий изцелител. Архангел Уриил е просветител на душите. Архангел Салатиил се почита като молител и застъпник пред Бога. Архангел Иеремиил съдейства на човека за неговото възвръщане, възвисяване към Бога.
Две архангелски имена – Йехудиил (на иврит: יהודיאל – „хвала Божия“) и Варахиил (на иврит: ברכיאל – „благословение Божие“) са се съхранили в църковните предания. Архангел Йехудиил е прославител на Господа, а архангел Варахиил – подател на Божиите благословения.